# ياقوت
الياقوت هو حجر كريم أحمر اللون. ويختلف الياقوت من لونه الأحمر إلى اللون الأحمر الفاتح، وهو ينتمي إلى معدن السامور والذي هو أكسيد الألومنيوم. ينتج اللون الأحمر بشكل أساسي من وجود مادة الكروم.

## التسمية
في اللغة الياقوت يعني حَجَرٌ من الأَحجار الكريمة، وهو أَكثر المعادن صَلابةً بعد الماس، ويتركب من أكسيد الأَلمُنيوم، ولونُهُ في الغالب شفّاف مشربٌ بالحمرة أَو الزُّرقة أَو الصُّفرة، ويستعمل للزينة واحدته أَو القطعة منه: ياقوتةٌ. والجمع : يَواقيتُ ،وقد ذُكر في اشعار الجاهلية:-
النابغة الذبياني:
بِالدُرِّ وَالياقوتِ زَيَّنَ نَحرَها وَمُفَصَّلٍ مِن لُؤلُؤٍ وَزَبَرجَدِ
قصيدة أتاركة تدللها قطام:
كَأَنَّ الشَذرَ وَالياقوتَ مِنها عَلى جَيداءَ فاتِرَةِ البُغامِ
أما في اللغة الإنجليزية (بالإنجليزية: Ruby)‏ فجاءت من الكلمة (باللاتينية: ruber) والتي تعني اللون الأحمر باللغة اللاتينية. والياقوتة الطبيعية نادرة الوجود، لكن الياقوت الاصطناعي يكون سعره رخيص نسبياً، وهناك أنواع أخرى من الأحجار ذات الجودة تحوي أكسيد الألمونيوم وهي من الياقوت. وتعتبر واحدا من الأحجار الأربعة الثمينة مع الياقوت الأزرق والزمرد والألماس
يستخرج الياقوت من المناجم في أفريقيا وآسيا وأستراليا وغرين لاند ومدغشقر ونورث كارولاينا. وغالبا ما توجد في ميانمار (بورما)، وسري لانكا، وكينيا، ومدغشقر، وكمبوديا، ولكن أيضا في دول أمريكا مثل مونتانا وكارولينا الشمالية وكارولينا الجنوبية. وبلدة موغوك في أعلى الوادي في ميانمار قد تنتج أحسن الياقوت ولكن، في السنوات الأخيرة، فان عددا قليلا جدا من النوع الجيد من الياقوت قد وجد هناك. واللون الفريد في الياقوت المستخرج من ميانمار (بورما) وصف بانه «دم الحمام». وهو معروف في التجارة «موغوك» الياقوت. وفي وسط ميانمار منطقة مونغ تنتج أيضا الياقوت. والياقوت في عام 2002 كان يوجد في منطقة نهر واسيغيس كينيا. سبينيلس توجد أحيانا مع الياقوت في نفس الصخور وخطأ الياقوت. لكن الغرامة الأحمر سبينيلس ان نقترب الياقوتة متوسط القيمة. الياقوت له قسوة من 9.0 في موهز اسع من المعادن صلابة.
وقد استخدمت بلورة ياقوت مصنَعة لإنتاج أول ليزر.
تتم معالجة الياقوت حرارياً في درجة حرارة تقرب من 1800 °C (3300 °F).

## في القرآن الكريم
ورد ذكره في القرآن الكريم: ﴿كَأَنَّهُنَّ الْيَاقُوتُ وَالْمَرْجَانُ﴾ [الرحمن:58].

## استخداماته
دائماً ما كان الياقوت شيئاً ثميناً في القارة الآسيوية.

## معرض الصور

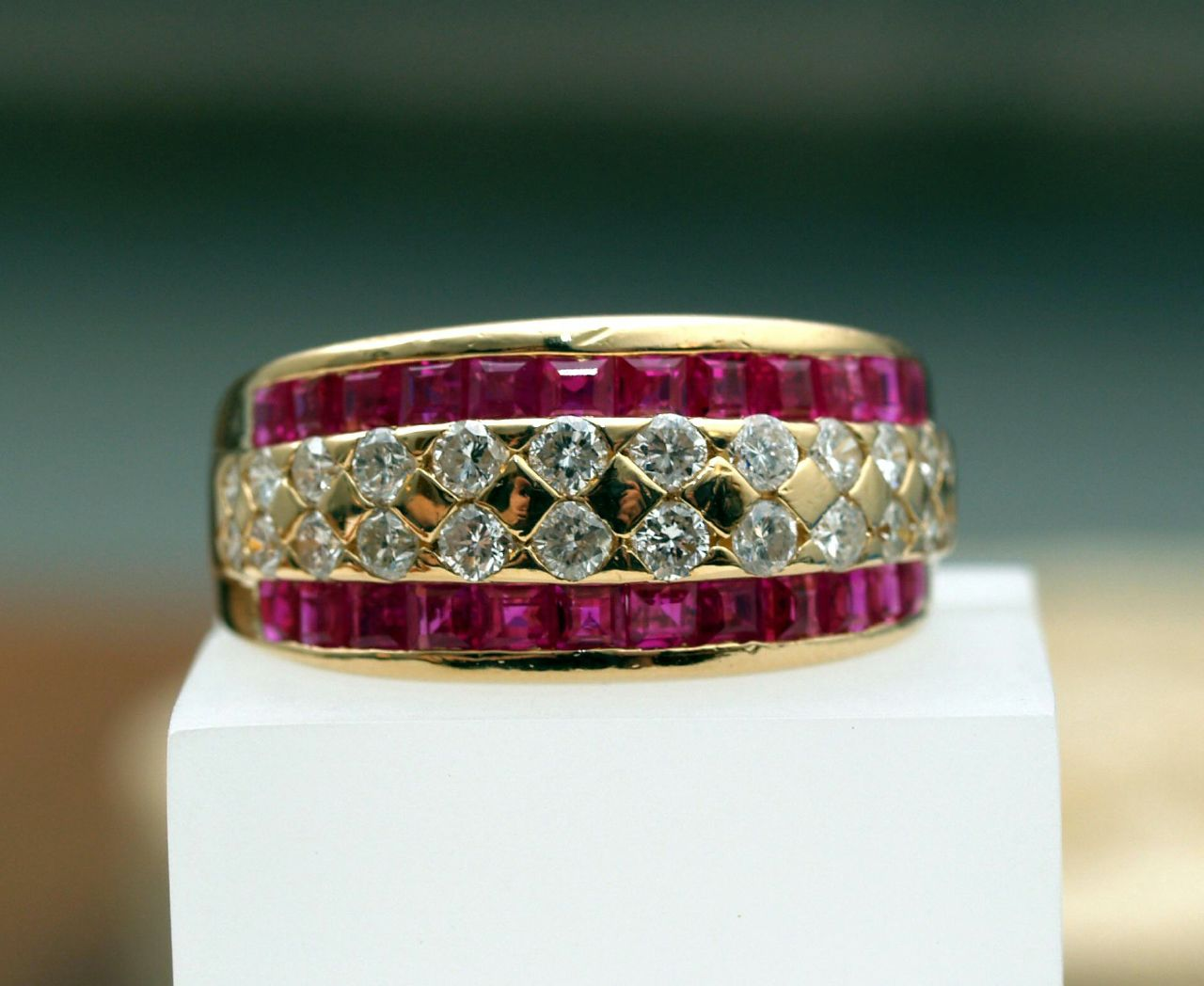
سوار من الذهب مطعم بالياقوت والألماس
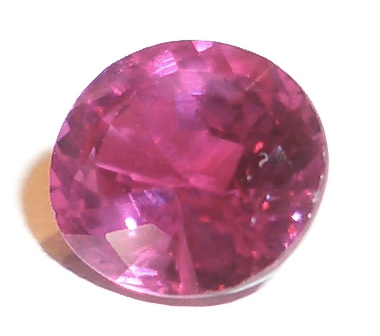
ياقوت مصقول
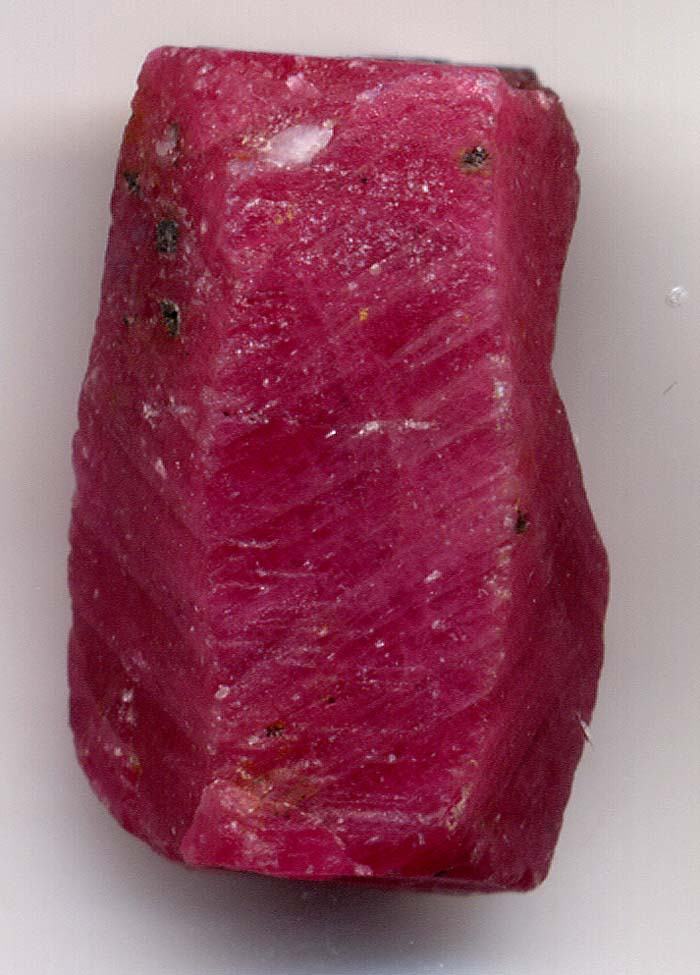
ياقوت طبيعي
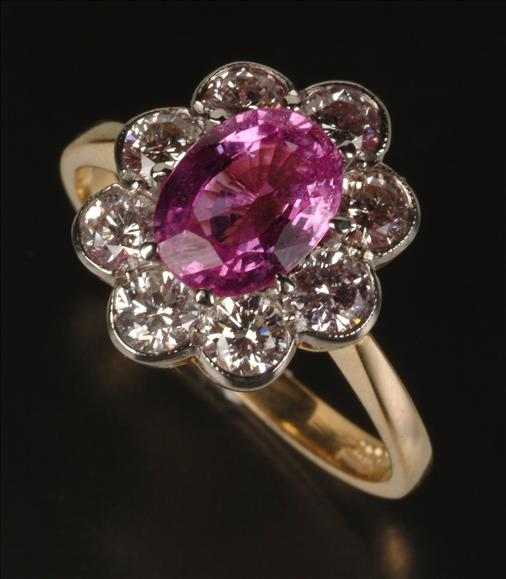
خاتم من الياقوت الوردي